# Carablanc d'escudet
El carablanc d'escudet (Leucorrhinia pectoralis) és una espècie d'odonat anisòpter de la família Libellulidae.

## Descripció
Aquesta espècie fa 32-39 mil·límetres i és el membre més gran del seu gènere a Europa. És fàcilment identificable pel gran setè segment groc del seu abdomen.

## Hàbitat
Habita vores pantanoses i prefereix aigües menys àcides que Leucorrhinia dubia. Es distribueix des de Siberia fins a part de França.

## Galeria

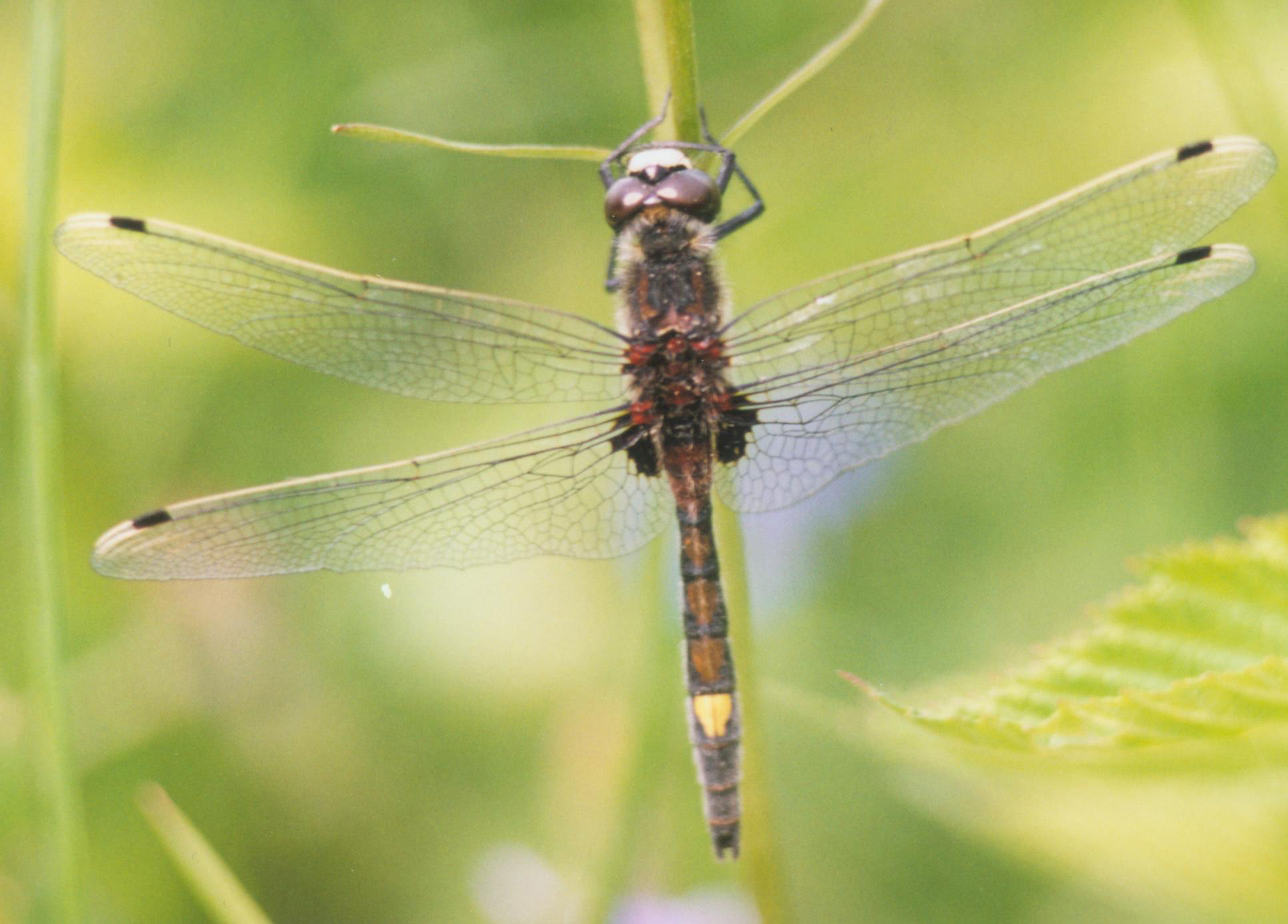
Mascle
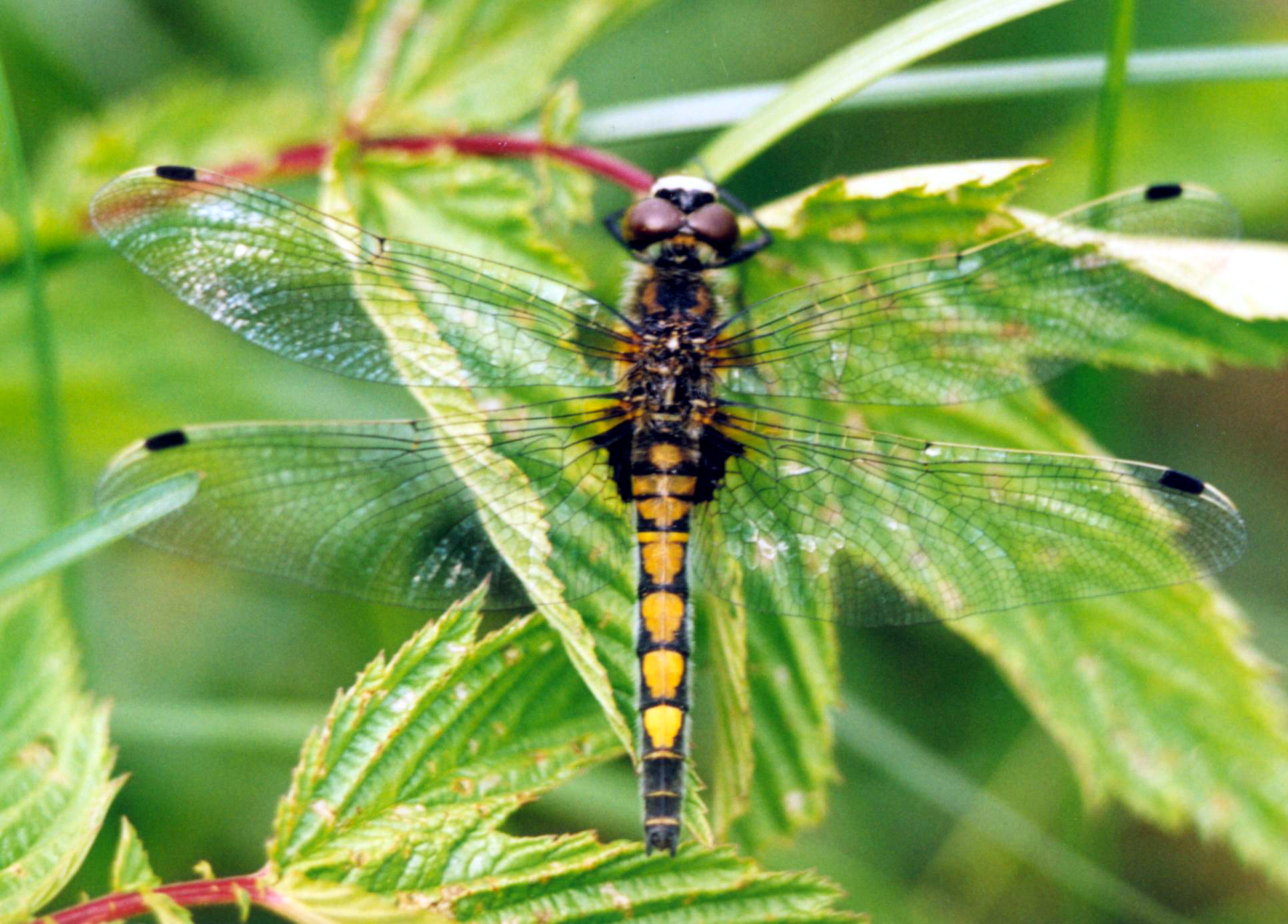
Femella
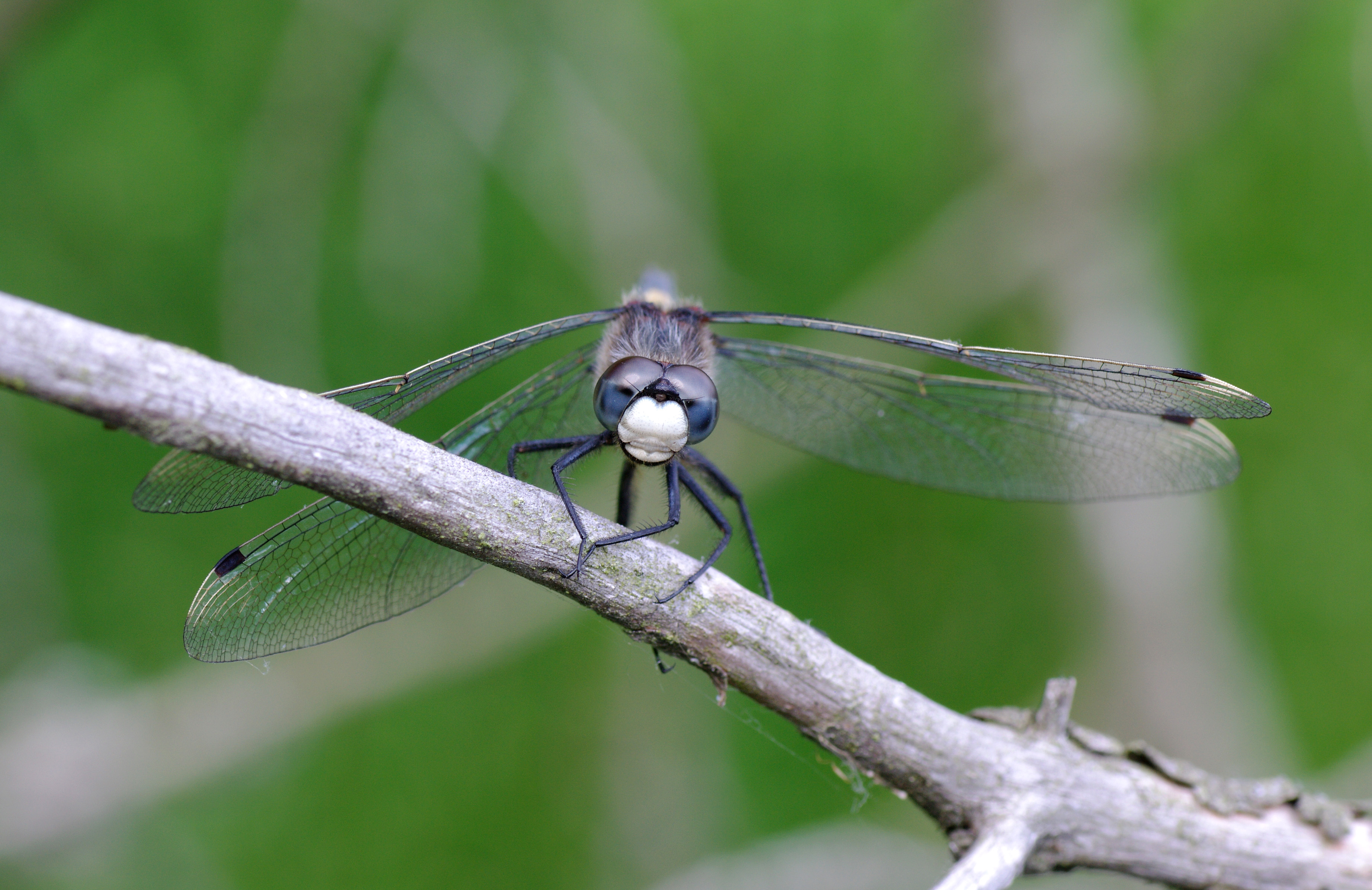
Vista frontal